# Ronald Lindsay
Pour les articles homonymes, voir Lindsay.
Ronald Charles Lindsay (3 mai 1877 - 21 août 1945) est un fonctionnaire et diplomate britannique. Il est ambassadeur en Turquie de 1925 à 1926 et en Allemagne de 1926 à 1928, sous-secrétaire permanent aux affaires étrangères de 1928 à 1930 et ambassadeur aux États-Unis de 1930 à 1939.

## Jeunesse et éducation
Lindsay est le cinquième fils de James Lindsay, 26e comte de Crawford, et d'Emily Florence Bootle-Wilbraham. David Lindsay (27e comte de Crawford), est son frère aîné et son grand-père maternel est le colonel Edward Bootle-Wilbraham (deuxième fils d'Edward Bootle-Wilbraham (1er baron Skelmersdale)).
Il fait ses études au Winchester College de Winchester, Hampshire.

## Carrière
Lindsay est nommé troisième secrétaire du service diplomatique en janvier 1901 et avancé au rang de premier secrétaire en 1911. De 1913 à 1919, il est sous-secrétaire aux finances de l'Égypte et est nommé grand officier de l'Ordre du Nil par le sultan d'Égypte en 1915. De 1919 à 1920, il est conseiller de l'ambassade à Washington DC avant d'être nommé ministre plénipotentiaire en France en septembre 1920. Par la suite, en 1921, il est nommé sous-secrétaire d'État adjoint au ministère des Affaires étrangères, poste qu'il occupe jusqu'en 1924. En 1925, il est nommé ambassadeur en Turquie et est admis au Conseil privé plus tard cette année-là. En 1926, il devient ambassadeur en Allemagne. Il revient à Londres en 1928 pour devenir le sous-secrétaire d'État permanent aux Affaires étrangères, le chef de la fonction publique du ministère des Affaires étrangères.
Après deux ans en tant que secrétaire permanent, Lindsay est nommé ambassadeur aux États-Unis en novembre 1929 et prend ses fonctions au début de l'année suivante. Il est le premier ambassadeur à emménager dans la toute nouvelle ambassade britannique en 1930 et reste à Washington pendant près d'une décennie, prenant sa retraite en juin 1939 pour être remplacé par Lord Lothian.
Lindsay exerce un mandat extraordinairement long de neuf ans en tant qu'ambassadeur, également en tant que doyen du corps diplomatique de juillet 1934 à août 1939, son mandat étant prolongé en raison de son efficacité en tant que diplomate et de l'importance croissante de l'aide américaine pendant les années précédant la Seconde Guerre mondiale.
Son dernier acte officiel majeur en tant qu'ambassadeur est d'accueillir la Royal Garden Party de 1939 pour le roi George VI et la reine Elizabeth lors de la toute première visite aux États-Unis d'un monarque britannique régnant. Leur visite est controversée en raison du fort sentiment anti-guerre prévalant dans le pays, et la Royal Garden Party à l'ambassade britannique est considérée comme l'événement social de l'année à Washington,.
Lindsay est nommé membre de l'Ordre royal de Victoria (MVO) en 1908, Compagnon de l'Ordre du Bain en 1922, Chevalier commandant de l'Ordre de Saint-Michel et Saint-Georges en 1924 et Chevalier Grand-Croix de l'Ordre de Saint-Michel et Saint-Georges en 1926.

## Vie privée
Lindsay est mariée deux fois, les deux fois avec des Américaines; en 1909 à Martha Cameron, fille de J. Donald Cameron (sénateur américain de Pennsylvanie et 32e secrétaire à la Guerre) et de son épouse Elizabeth Sherman Cameron.
Après la mort de sa première femme en avril 1918, il se remarie en 1924 avec la célèbre jardinière paysagiste Elizabeth Sherman Lindsay (en), fille de Colgate Hoyt. Ses deux épouses sont les petites-nièces de William Tecumseh Sherman. Il n'a pas d'enfants,.
Lindsay meurt à Bournemouth en août 1945, à l'âge de 68 ans. Lady Lindsay meurt en septembre 1954, à l'âge de 68 ans .